# Perucharidius andinus
Perucharidius andinus is een keversoort uit de familie van de loopkevers (Carabidae). De wetenschappelijke naam van de soort is voor het eerst geldig gepubliceerd in 2002 door Mateu & M.Etonti.